# So Far (Crosby, Stills, Nash & Young)
| Recensione                        | Giudizio |
| --------------------------------- | -------- |
| AllMusic                          |          |
| Robert Christgau                  | B-       |
| The New Rolling Stone Album Guide |          |
| Dizionario del Pop-Rock           |          |
| 24.000 dischi                     |          |

So Far è un album discografico di raccolta del supergruppo rock Crosby, Stills, Nash & Young, pubblicato nell'agosto del 1974 .

## Tracce

### LP
Lato A (ST-A-743171 PR)
1. Déjà vu – 4:10 (David Crosby) – Tratto dall'album: Déjà vu (1970)
2. Helplessly Hoping – 2:38 (Stephen Stills) – Tratto dall'album: Crosby, Stills & Nash (1969)
3. Wooden Ships – 5:26 (David Crosby, Stephen Stills) – Tratto dall'album: Crosby, Stills & Nash (1969)
4. Teach Your Children – 2:53 (Graham Nash) – Tratto dall'album: Déjà vu (1970)
5. Ohio – 3:00 (Neil Young) – Pubblicato solo in formato singolo (Atlantic Records, 45-2740)
6. Find the Cost of Freedom – 1:55 (Stephen Stills) – Lato B del formato singolo (Atlantic Records, 45-2740)

Lato B (ST-A-743172 PR)
1. Woodstock – 3:52 (Joni Mitchell) – Tratto dall'album: Déjà vu (1970)
2. Our House – 2:58 (Graham Nash) – Tratto dall'album: Déjà vu (1970)
3. Helpless – 3:34 (Neil Young) – Tratto dall'album: Déjà vu (1970)
4. Guinnevere – 4:38 (David Crosby) – Tratto dall'album: Crosby, Stills & Nash (1969)
5. Suite: Judy Blue Eyes – 7:24 (Stephen Stills) – Tratto dall'album: Crosby, Stills & Nash (1969)

## Formazione
Gruppo
- David Crosby - voce, chitarre
- Stephen Stills - voce, chitarre, piano, organo, basso
- Graham Nash - voce, piano, chitarra acustica, tamburello
- Neil Young - voce, chitarre

Altri musicisti
- Dallas Taylor – batteria e percussioni (brani: "Déjà vu" / "Wooden Ships" / "Woodstock" / "Our House" / "Helpless" e "Suite: Judy Blue Eyes")
- Dallas Taylor – tamburello (brano: "Teach Your Children")
- Gregory Reeves – basso (brani: "Woodstock" / "Our House" e "Helpless")
- Jerry Garcia – chitarra pedal steel (brano: "Teach Your Children")
- Calvin "Fuzzy" Samuel – basso (brano: "Ohio")
- John Sebastian – scacciapensieri (brano: "Déjà vu")
- John Barbata – batteria (brano: "Ohio")

Note aggiuntive
- Crosby, Stills & Nash – produttori (album: "Crosby, Stills & Nash" (1969))
- Crosby, Stills, Nash & Young e Bill Halverson – produttori (album: "Déjà vu")
- Registrazioni effettuate al "Wally Heider's 3", Los Angeles; "Wally Heider's C.", San Francisco; "Record Plant", Los Angeles
- Gary Burden (per R. Twerk) – art direction e design copertina album
- Alexa Smith – assistenza design
- Joni Mitchell – copertina frontale album [8]

## Classifica
Album
| Anno | Classifica            | Posizione raggiunta |
| ---- | --------------------- | ------------------- |
| 1974 | Billboard 200         | 1                   |
| 1974 | Official Albums Chart | 25                  |